# 馬頭圍道

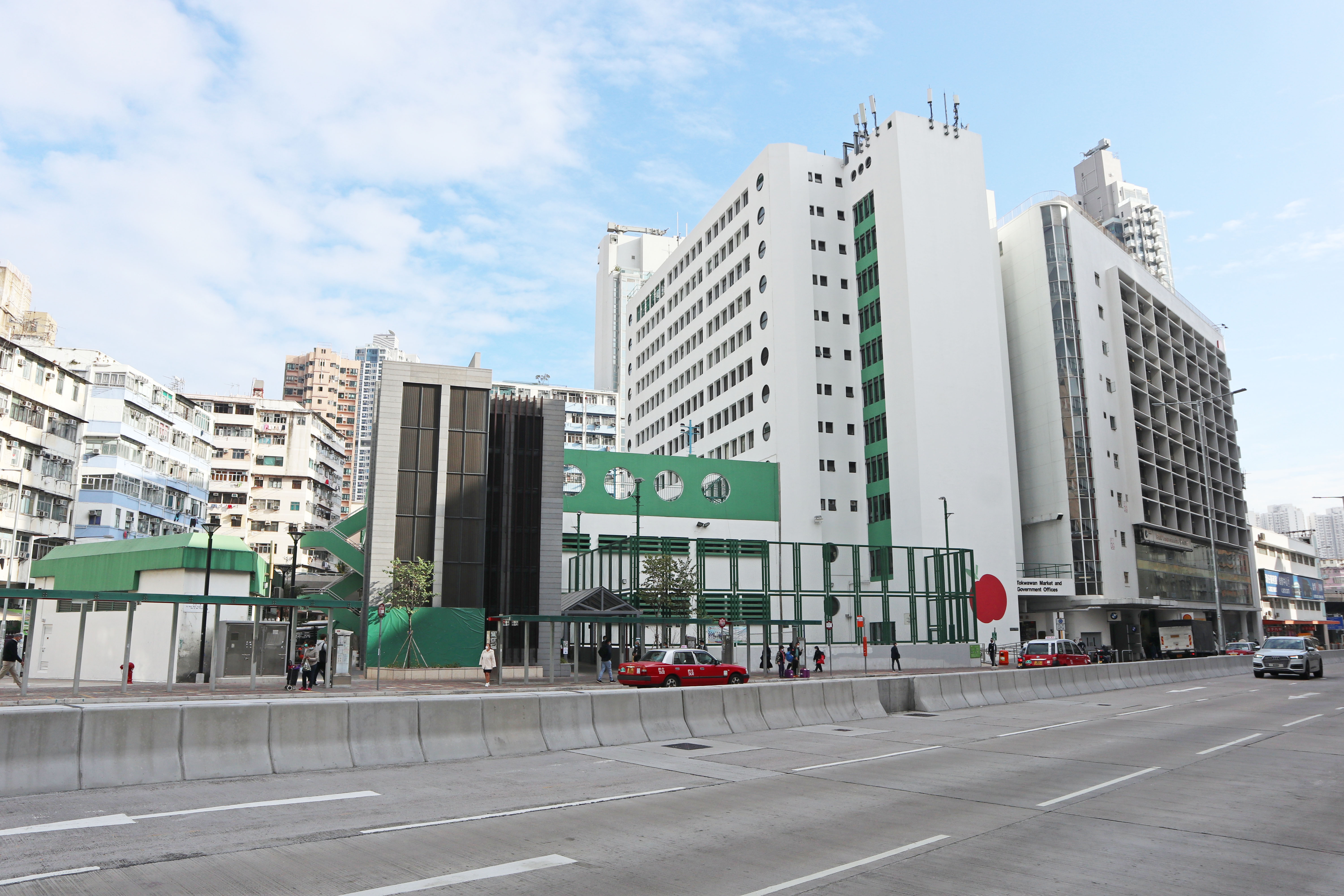
土瓜灣市政大廈暨政府合署（2020年12月）

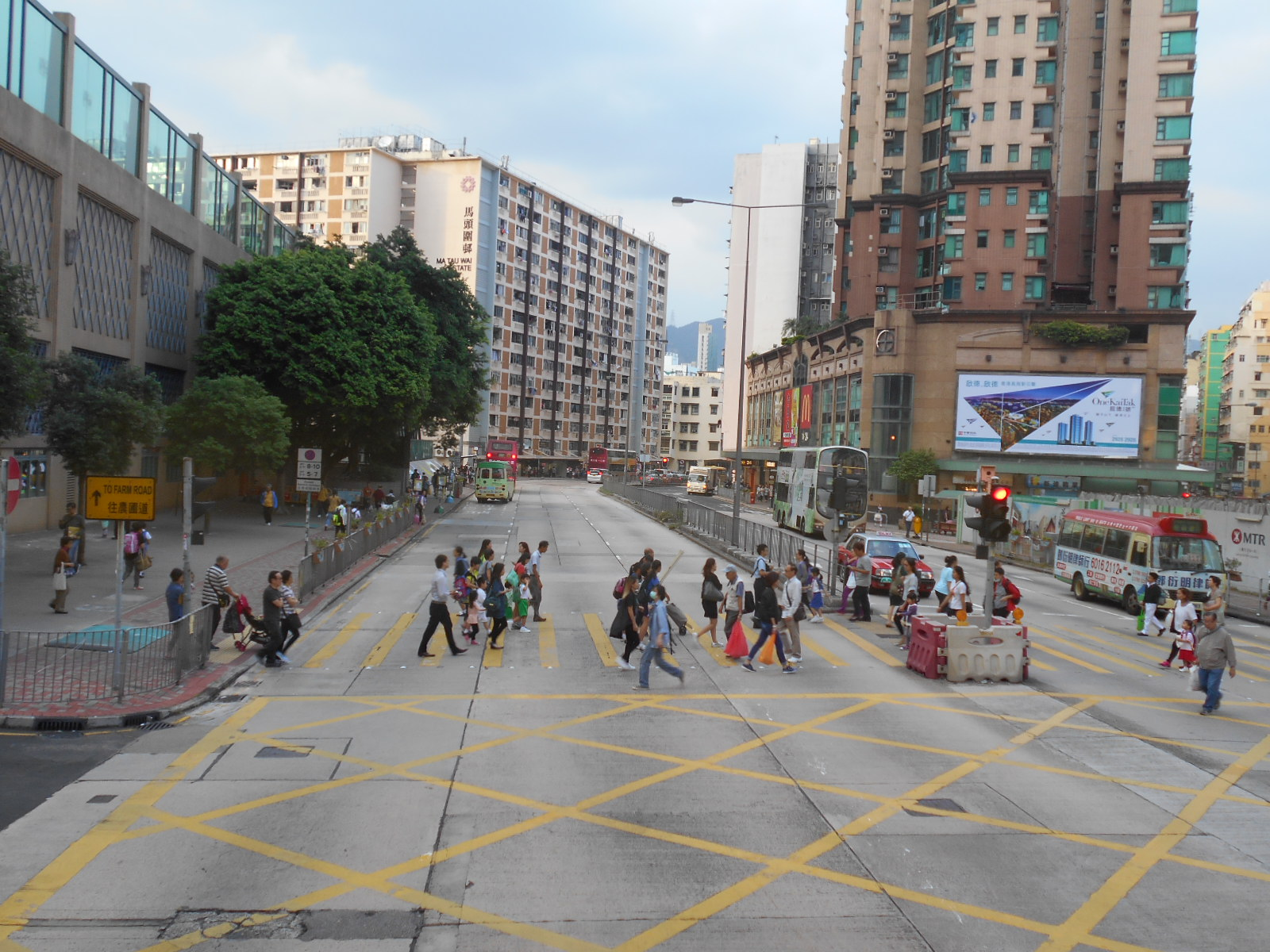
馬頭圍道近農圃道一段（2016年11月）

馬頭圍道（英語：Ma Tau Wai Road），昔日命名為碼頭圍道，是香港九龍九龍城區的一條道路，橫跨馬頭圍、土瓜灣及紅磡三地，北與馬頭涌道相連，南至蕪湖街，大致呈南北走向。
馬頭圍道是九龍城區的交通樞紐，連接新蒲崗、九龍城、尖沙咀、紅磡、油麻地及紅磡海底隧道的主要道路。昔日舊啟德機場還在使用時亦車輛前往機場的主要道路，使馬頭圍道十分擠塞。

## 歷史
在1965年10月17日前馬頭圍道及土瓜灣道的交匯處為八字型的大型迴旋處，為改善該處的交通情況把馬頭圍道在東九龍走廊分拆，馬頭圍道北部的車輛須要轉入漆咸道北，土瓜灣道的車輛須要轉入馬頭圍道南部。現馬頭圍道中間可以看到有行人路將兩段分隔，在該段行人路中有巴士站。
大約在1987年初，曾因進行水管更換工程而封閉多條行車綫約8個月，並將馬頭圍道改為單程西行，東行車輛需改道北拱街、高山道及淅江街，期間介乎北拱街至淅江街之間的高山道改為單程東行，並取消沿途的咪錶泊車位。
2013年，沙田至中環綫正式動工，介乎漆咸道北至上鄉道的一段成為沙田至中環綫工地，多達四條行車綫被徵用，而連接的道路亦進行封路、改道。雖然沙田至中環綫（沙中綫）工程已於2019年完工，但部分路段隨即交予水務署及其他承判商進行管道及公用設施更換及更新工程，有關工程已於2021年完成。

## 沿線街道

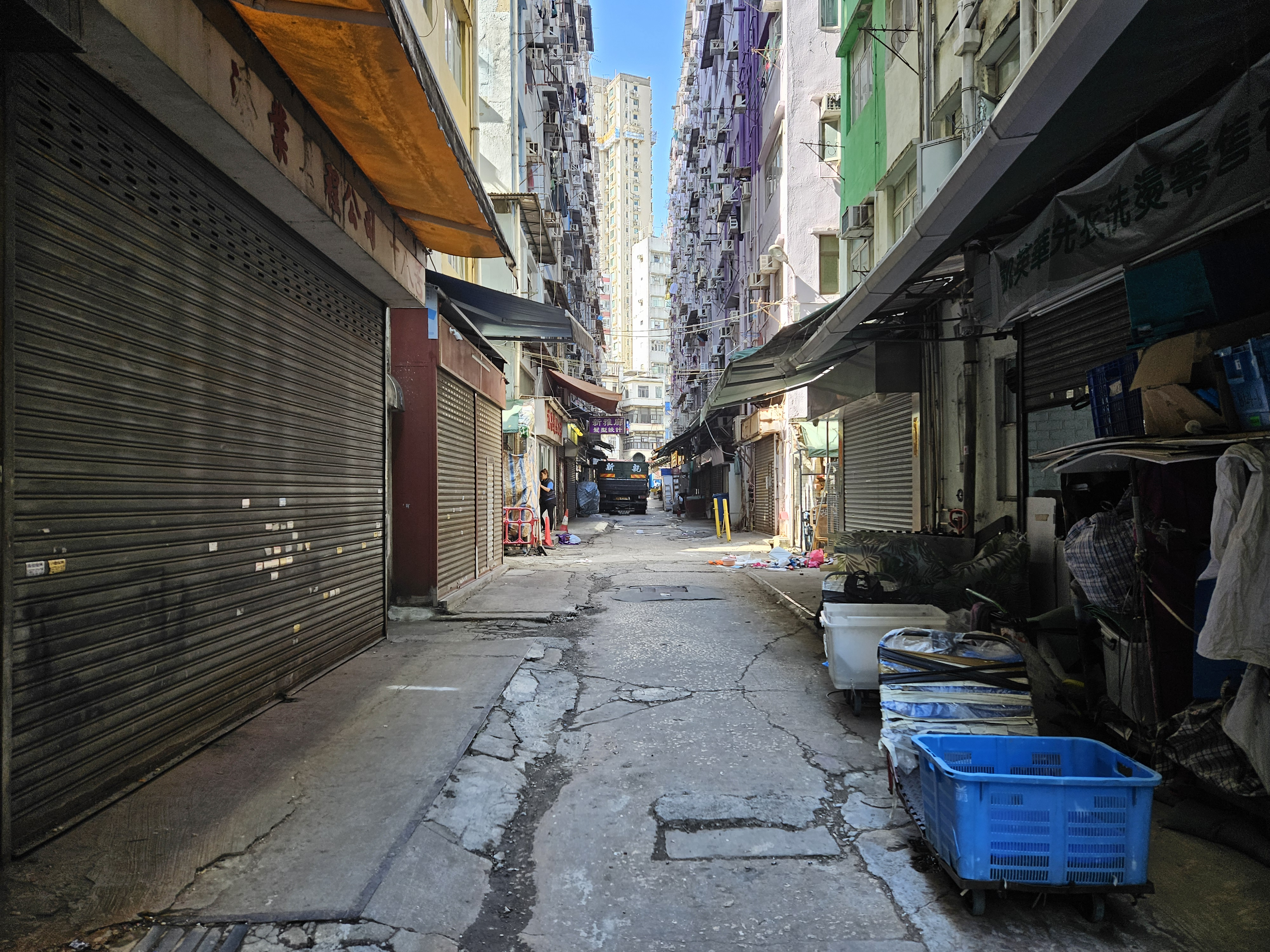
鴻光街

馬頭圍道貫穿九龍城區紅磡、大環、鶴園、土瓜灣和馬頭圍，與之相交的街道多達30條(由南至北排序)：
- 蕪湖街
- 差館里
- 大環道
- 民裕街
- 佛光街
- 青州街
- 鶴園街
- 北拱街
- 庇利街
- 機利士北路
- 石塘街
- 榮光街
- 土瓜灣道
- 漆咸道北
- 江西街
- 安徽街
- 浙江街
- 九龍城道
- 江蘇街
- 落山道
- 上鄉道
- 永耀街
- 美善同里
- 鴻光街
- 天光道
- 北帝街
- 譚公道
- 農圃道
- 新山道
- 馬頭涌道

## 沿線事故

### 命案
1990年5月19日，一名貿易公司東主在紅磡商業中心A座大堂等候升降機時被人刺殺，案件懸而未破。
2001年1月13日，一名男子在紅磡市政大廈五樓男廁如廁時遇到伏擊，伏屍廁內。
2002年7月8日，馬頭圍道福星大廈8樓發生燒屍案，曾有多項盜竊及爆竊案底的失業漢容家倫（25歲），潛入鄰居房間爆竊，遭女戶主區美蓮撞破，糾纏間用刀將對方殺死，並掠走財物，翌日返回案發單位放火，以毀屍滅迹。2003年5月，容家倫被裁定謀殺罪成，依例判處終身監禁。容妻王燕群本同被控謀殺，後因證據不足獲撤銷。

### 唐樓倒塌
2010年1月29日，鶴園馬頭圍道45號J一幢樓齡達55年的六層高唐樓全幢倒塌，造成4人死亡，2人受傷。

### 火災
1989年7月7日，紅磡馬頭圍道酒樓被縱火，6死14傷。。
2011年6月15日，土瓜灣馬頭圍道111號一幢八層高唐樓於凌晨3時左右起火，火勢於3時47分升為三級，大火在黎明時份才撲熄。事件共造成4人死亡，19人受傷。該幢唐樓部份單位被人間成多個分租房間，俗稱劏房，令市民關注該類屋宇的消防安全。